# Mjehurasta haluga
Mjehurasta haluga (lat. Ascophyllum nodosum) je velika smeđa alga iz porodice Fucaceae, jedina vrsta roda Ascophyllum. Živi u sjevernom Atlantskom oceanu. Udomaćena je na sjeverozapadnoj obali Europe (od Svalbarda do Portugala), uključujući istočni Greenland i sjeveroistočnu obalu Sjeverne Amerike.

## Opis
Mjehurasta haluga ima duge listove s velikim, jajolikim mjehurićima zraka. Listovi mogu doseći duljinu i do dva metra, a za dno su pričvršćeni stegom. Boja im je maslinasto-smeđa.

## Vanjske poveznice
- M.D. Guiry & G.M. Guiry. 2009. Knotted wrack Ascophyllum nodosum. AlgaeBase: listing the world's algae. Galway: AlgaeBase
- J. M. Hill & N. White. 2007. Knotted wrack Ascophyllum nodosum. Marine Life Information Network: Biology and Sensitivity Key Information Sub-programme. Plymouth: Marine Biological Association of the United Kingdom
- O. Morton. Ascophyllum nodosum — knotted wrack. Priority species in Northern Ireland. Ulster Museum. Pristupljeno 30. siječnja 2007.